# Filippa Giordano

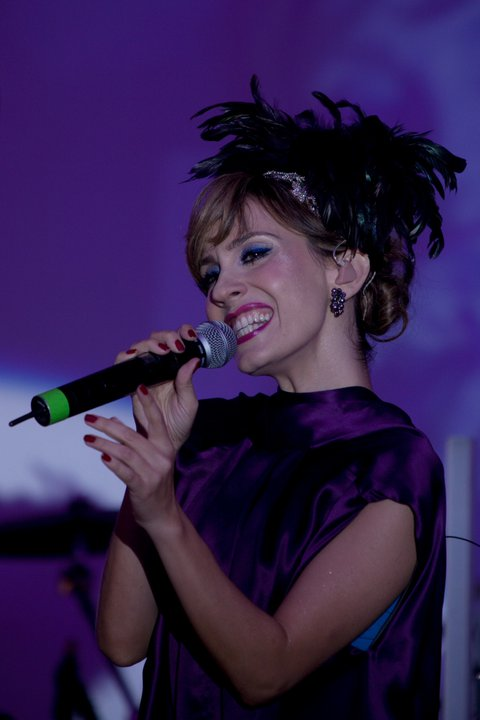
Filippa Giordano

Filippa Giordano (* 14. Februar 1974 in Palermo) ist eine italienische Sängerin aus dem Bereich des Klassik-Crossover.

## Leben und Karriere
Giordano entstammt einer sehr musikalischen Familie. Beide Eltern sind Sänger, ihr Vater sang in der Sixtinischen Kapelle, ihre Mutter am Teatro Massimo in Palermo. Auch ihr Großvater, ihre Tante, ihr Onkel und ihr Bruder sind klassische Musiker. Trotz dieser klassischen Umgebung war Giordano doch mehr von der Popmusik begeistert. 
Ihre Karriere begann mit einem Tape, das sie Caterina Caselli vom Label Sugar Music schickte. Auf diesem Tape hatte sie klassische Stücke, wie Casta Diva aus Bellinis Norma, in Popfassungen gesungen. Caselli sorgte dann auch dafür, dass Giordano am Sanremo-Festival 1999 teilnahm, bei dem sie den zweiten Platz in der Newcomer-Kategorie belegte. Die Arbeit an ihrem ersten Album begann sie im September 1998. Das Album wurde 1999 unter dem Titel Passioni veröffentlicht und sorgte dafür, dass sie weltweit bekannt wurde. Für das zweite, selbstbetitelte Album arbeitete sie u. a. mit Ennio Morricone zusammen. Im Jahr 2000 drehte Manfred Waffender über sie den Dokumentarfilm Filippa Giordano – eine Sängerin auf dem Weg zum Weltruhm.
2002 kehrte Giordano mit Amarti sì zum Sanremo-Festival zurück, wo sie den siebten Platz erreichte. Im Anschluss erschien das Album Il rosso amore. In den folgenden Jahren verfolgte sie ihre Karriere in Japan und vor allem in Lateinamerika weiter und nahm 2010 die mexikanische Staatsbürgerschaft an. Regelmäßig veröffentlichte sie weitere Alben.

## Diskografie
- Passioni (1999)
- Filippa Giordano (2000)
- Il rosso amore (2002)
- Primadonna (2005)
- Capriccio (2008)
- Con amor a Mexico (2009)
- Alma italiana, pasión latina (2011)
- Best of Opera (2014)

## Auszeichnungen für Musikverkäufe
| Goldene Schallplatte - Australien - 2000: für das Album Filippa Giordano |

| Land/RegionAuszeichnungen für Musikverkäufe (Land/Region, Auszeichnungen, Verkäufe, Quellen) | Gold  | Platin | Verkäufe | Quellen     |
| -------------------------------------------------------------------------------------------- | ----- | ------ | -------- | ----------- |
| Australien (ARIA)                                                                            | Gold1 | —      | 35.000   | aria.com.au |
| Insgesamt                                                                                    | Gold1 | —      |          |             |

## Belege
1. ↑  Guido Racca & Chartitalia: Top 100 FIMI Album. Lulu, 2013, S. 113.
2. ↑  Guido Racca & Chartitalia: Top 100 FIMI Singoli. Lulu, 2013, S. 97.

| Personendaten    | Personendaten                     |
| ---------------- | --------------------------------- |
| NAME             | Giordano, Filippa                 |
| KURZBESCHREIBUNG | italienisch-mexikanische Sängerin |
| GEBURTSDATUM     | 14. Februar 1974                  |
| GEBURTSORT       | Palermo                           |